# Weeksita
La weeksita es un mineral de la clase de los silicatos, y dentro de esta pertenece al grupo de los nesosilicatos. Fue descubierta en 1960 en una mina del condado de Juab, en Utah (Estados Unidos), siendo nombrada así en honor de la estadounidense Mary Alice Weeks, notable especialista en los minerales del uranio y vanadio.

## Características químicas
Es un uranilo-silicato hidratado de potasio, que cristaliza en el sistema cristalino ortorrómbico.
Además de los elementos de su fórmula, suele llevar como impurezas: aluminio, hierro, calcio, bario, sodio y carbono.

## Formación y yacimientos
Se encuentra en vetas de ópalo en rocas tipo riolita y aglomerado, así como más raramente en areniscas y calizas. Suele encontrarse asociado a otros minerales como: ópalo, calcedonia, calcita, yeso, fluorita, uraninita, thorogummita, uranofano, boltwoodita, carnotita o margaritasita.

## Usos
Se extrae en las minas como mena del estratégico uranio. Por su alta radiactividad debe evitarse su manipulación sin protecciones y debe ser almacenado en áreas inhabitadas.